# Летов Š-3
Летов Š-3 (чеш. Letov Š-3) је ловачки авион направљен у Чехословачкој. Авион је први пут полетео 1922. године. 

Упркос добрим особинама авиона, није наручен за чехословачко РВ због неповерења пилота према једнокрилцима. Даљи развој је довео до модела Летов S.4.
Највећа брзина у хоризонталном лету је износила 225 km/h. Размах крила је био 10,13 метара а дужина 7,08 метара. Маса празног авиона је износила 662 килограма а нормална полетна маса 928 килограма. Био је наоружан са 2 предња митраљеза калибра 7,7 мм.

## Наоружање
| Наоружање авиона: Летов        |     |
| Ватрено (стрељачко) наоружање  |     |
| Топ                            |     |
| Митраљез                       |     |
| Број и ознака митраљеза        | 2   |
| Калибар                        | 7,7 |
| Бомбардерско наоружање (бомбе) |     |
| Ракетно наоружање (ракете)     |     |